# گریم‌سوس
گریم‌سوس (به سوئدی: Grimsås) یک منطقهٔ مسکونی در سوئد است که در بخش ترانمو واقع شده‌است. گریم‌سوس ۰٫۸۸ کیلومتر مربع مساحت و ۷۲۱ نفر جمعیت دارد.